# Pastadores (cristianismo)
Los pastadores o boskoi (en griego βοσκοί, romanizado como boskoí) son una categoría de ermitaños y anacoretas, hombres y mujeres, del cristianismo, que se desarrolló en el primer milenio de la era cristiana, principalmente en el Oriente cristiano, en Siria, Palestina, en el Ponto, Mesopotamia y Egipto. Sin embargo, la mayoría de ellos se encontraba en Palestina y Siria.
Reciben su nombre debido a sus prácticas, que consistían en alimentarse únicamente de plantas crudas, a menudo a cuatro patas y vivir de manera salvaje, "entre las bestias". Estaban vestidos con prendas exclusivamente confeccionadas de hojas y vegetales, o simplemente estaban completamente desnudos. Además, no cultivaban plantas y no utilizaban fuego.
Los pastadores podrían haber sido una de las fuentes de inspiración para el género del hombre salvaje, una figura legendaria en Europa durante la Baja Edad Media.

## Etimología
Su nombre proviene del verbo griego βόσκω, romanizado como boskô, que significa "pastar, brutar". La ambivalencia del término, que significa tanto "aquellos que hacen pastar" como "aquellos que broutan", es la misma en el término siríaco correspondiente.

## Fundamentos teológicos
Los pastadores parecían fundamentarse en diversos versículos bíblicos para embarcarse en esta vida eremítica particular. En primer lugar, querían asemejarse a Juan el Bautista, a quien el Nuevo Testamento, especialmente el Evangelio según Mateo, presentaba de la siguiente manera:
Y Juan mismo llevaba puesto un vestido de pelo de camello, y tenía un cinturón de cuero alrededor de sus lomos; y su comida era langostas y miel silvestre.
También se invocaba la figura de David a través de los Salmos, y algunos de ellos citaban el Salmo 102 de la Septuaginta. De esta manera, se citaba este salmo en la epístola de Pablo de Tebas, uno de los pastadores más famosos, quien declaraba:
Nuestros días, mortales, son como la hierba de los campos, dice el profeta David. Por lo tanto, debemos comer hierba y llevarla como vestimenta durante toda nuestra vida.

En general, para los pastadores se trataba de recuperar el estado adámico, es decir, la condición de Adán y Eva antes de la Caída, donde el hombre habría sido vegetariano, desnudo y viviendo entre los animales, lo que llevaba a los escritores cristianos a considerar que, en general, las bestias salvajes vivían en paz con los pastadores, ya que habrían experimentado la vida de Adán en la tierra. Un pasaje del Génesis podría haberlos llevado a asumir la desnudez:
Y estaban ambos desnudos, Adán y su mujer, y no sentían vergüenza.
Sin embargo, algunos estudiosos creen que la desnudez de los pastadores no estaba tanto relacionada con el estado adámico, sino más bien con un rechazo general de la sociedad y sus normas morales.En los fundamentos teológicos que sustentaban esta elección de vida, también se encontraba la expectativa del fin del mundo y la esperanza en la salvación de los hombres, dos ideas importantes en el cristianismo.

## Historia
Parece ser que aunque la práctica puede encontrarse en muchas regiones orientales, como Siria, Palestina, Ponto, Mesopotamia y Egipto, los pastadores eran mayoritarios en Palestina y Siria. Hay numerosas menciones de ellos en la literatura cristiana, especialmente en el trabajo de Juan Mosco, titulado "El Prado Espiritual", dedicado a los monjes palestinos, donde menciona a muchos pastadores, un total de quince, lo que indica que la práctica era frecuente en la región. Juan Mosco menciona la práctica más veces que todas las demás menciones en la literatura griega juntas, lo que sugiere que vivir de esta manera gozaba de cierta popularidad en su época. También se mencionan en obras de Sozomeno, Evagrio Escolástico, Teodoreto, Efrén el Sirio y en los Apotegmas de los Padres del Desierto.En un pasaje de Juan Mosco, una mujer pastadora se encuentra con un hombre pastador y le declara que lleva la misma vida que él, lo cual se interpreta como un testimonio de que la práctica no era exclusivamente masculina. Sozomeno los describió de la siguiente manera:
Cuando comienzan esta filosofía, se les llama los boskoi [pastadores], porque no tienen casas, no comen pan ni carne, ni beben vino, sino que habitan constantemente en las montañas, alabando continuamente a Dios con oraciones e himnos de acuerdo a las leyes de la Iglesia. A las horas habituales de las comidas, cada uno toma una hoz y se pasea por las montañas, alimentándose de plantas silvestres como si estuvieran pastando. Esa es su forma de filosofía.
El historiador Evagrio Escolástico declaró lo siguiente:
Otros han inventado una forma de vida diferente, que parece estar por encima de toda fuerza y paciencia humana. Han elegido un desierto expuesto al ardor del sol para habitar en él, y hay hombres y mujeres que, al entrar en él casi desnudos, desprecian tanto el vigor del frío como el exceso del calor. Desprecian los alimentos que consumen otros hombres y se contentan con pastar como los animales. Incluso tienen muchas de sus costumbres exteriores. Porque tan pronto como ven a un hombre, huyen, y si los persigue, escapan con una velocidad increíble y se esconden en lugares inaccesibles.
En la Vida de Simeón el Loco, un texto hagiográfico bizantino, el compañero de Simeón, Juan, le pregunta qué comerán. Simeón le responde que comerán lo que comen los pastadores. También se dice que Sabas el Santificado fue un pastador, rodeándose de otros pastadores para fundar su comunidad y probablemente consumiendo plantas de Asphodelus aestivus y algarrobas. Entre los santos bizantinos que adoptaron este estilo de vida, Cirilo de Escitópolis menciona a un cierto Juan el Cilicio, que vivió setenta años consumiendo solo hierba y dátiles, a Juan de Licópolis y a Jacobo de Nísibis.
Los cristianos contemporáneos de estas prácticas eremíticas las ven con una importante deferencia y generalmente las apoyan, siendo consideradas como sagradas por la sociedad bizantina, aunque las autoridades eclesiásticas podían mirar esta forma extrema de eremitismo con sospecha en algunos casos. En relación con la deferencia que reciben, Macario de Egipto declaró sobre ellos que él, que todavía está vestido y no está desnudo, "aún no es monje".

## Prácticas variadas pero similares
Dependiendo del lugar donde vivan, los pastadores adoptaban modos de vida ligeramente diferentes. Algunos de ellos se visten con prendas hechas de hojas y vegetales, principalmente de lino, con una cuerda en la cintura; otros vivían completamente desnudos. La mayoría pastaba hierba directamente del suelo, a cuatro patas, pero aquellos que vivían en Egipto se alimentan de plantas acuáticas en el lodo del Nilo. Vivían tanto en llanuras como en montañas e incluso en cuevas.
Se supone que una de las principales fuentes de alimento para aquellos que practican esta vida era consumir plantas de Asphodelus aestivus. Todos ellos rechazaban el uso del fuego para cocinar alimentos, considerándolo como una consecuencia de la caída, pero algunos cocinaban alimentos colocándolos sobre piedras expuestas al sol. Además, es posible que algunos de ellos se hayan alimentado de langostas, basándose en un pasaje del Levítico que permite su consumo. La mayoría vivía sola o en pequeños grupos, y todos parecen desplazarse en diferentes épocas del año, ya que no cultivaban alimentos, lo que los obligaba a adoptar un estilo de vida nómada. A pesar de su vida salvaje, parece que tomaban sus comidas a horas regulares, siguiendo patrones bíblicos para alimentarse en momentos precisos.
Otros ermitaños con una vida similar residaban directamente en los árboles y se les llama dendritas.

## Posteridad
Es posible que hayan servido de inspiración o hayan dado origen a ciertas leyendas relacionadas con el concepto del hombre salvaje, que se desarrollaron más tarde en Europa.